# Тернопільський обласний комунальний лікарсько-фізкультурний диспансер
КНП "Тернопільський обласний лікарсько-фізкультурний диспансер" ТОР — лікувальний заклад у Тернополі, що є єдиним закладом лікарсько-фізкультурної служби в Тернопільській області.

## Історія

./Special:FilePath/КНП_"Тернопільський_обласний_лікарсько-фізкультурний_диспансер"_ТОР_-_17037117.jpg

Тернопільський обласний лікарсько-фізкультурний диспансер  IV категорії створений наказом обласного відділу охорони здоров'я 1 жовтня 1950 року (за Постановою Ради Міністрів СРСР від 31 листопада 1949).
У 1950—1959 роках диспансер розміщався спільна з підлітковою службою в одній, мінімально оснащеній кімнаті площею 20 м², що належала першій міській поліклініці. У штаті диспансеру є 7 осіб, з яких 3 лікарі.
У 1960—1961 диспансер із двох кімнат площею 40 м² знаходився в приміщенні Палацу спорту. У цей час придбано фізіотерапевтичну апаратуру, обладнані дві кабінки для відпуску процедур лікувального масажу та електротерапії спортсменам. У вільний від тренувань час у боксерському залі проводились заняття ЛФК із хворими. У штаті диспансеру вже є 11 осіб.
У 1961 році будуються 2 «фінських» будиночки (9 кімнат) загальною площею 180,5 м² на території обласної лікарні. У стаціонарному відділенні відкривається 3 палати на 15 ліжок для лікування травмованих спортсменів та дітей з вадами опорно-рухового апарату. Диспансер переводиться до III категорії лікувально-профілактичних закладів.
З 1973 року — на баланс диспансеру передається новий двоповерховий будинок (вул. 8 Березня, 2-А) загальною площею 369,7 м². З 1974 року ранг закладу підвищується до ІІ категорії лікувально-профілактичних закладів, працює 34 особи, в тому числі 7 лікарів.
У серпні 1976 року наказом облздороввідділу закрито стаціонарне відділення, кількість штатних працівників зменшується до 25. Але вже в 1983 під диспансер виділяється просторе двоповерхове приміщення площею 754,4 м² на вул. Матросова, 1а (нині вул. Старий Ринок, 1а).
У 1985 відкривається відділення лікарського контролю за дитячим населенням. У 1988 році на госпрозрахунковій основі починає діяти консультативно-оздоровче відділення.
З березня 1990 в диспансері відкрито відділення лікарського контролю за масовими формами фізичної культури. Станом на початок 1992 у диспансері працює 58 осіб, у тому числі 19 лікарів, функціонують 4 відділення. В підвальному приміщенні будується сауна. Офтальмологічна, фізіотерапевтична, стоматологічна служби, тренажерний зал, кабінет функціональної діагностики оснащуються сучасною апаратурою. Придбання комп'ютерної техніки дозволило використовувати в комплексному обстеженні спортсменів діагностичні програми «Спорт-скринінг», «Ортоспорт» та інші, а для фізкультурників — тестову програму «Паспорт здоров'я і рухових режимів».
У 1993 госпрозрахункове відділення ліквідується, формуються відділення спортивної медицини, діагностики і тестування (служба вузьких спеціалістів, клінічна лабораторія, кабінет функціональної діагностики) та медико-спортивної реабілітації (служби лікувального масажу, фізіотерапії, лікувальної фізкультури). З 1994 у відділенні медико-спортивної реабілітації починають діяти служби мануальної терапії, лазеротерапії та психотерапевтичної. У фізкабінет придбано апарат магнітотерапії і лазерну установку. Для відділення діагностики і тестування закуплені «Поліаналізатор», шестиканальний електрокардіограф, стоматустановка.
Нині спортивна медицина області існує тільки в структурі диспансеру, на базі якого проходить фахова підготовка лікарів та медичних сестер з лікувально-фізичної культури для лікувально-профілактичних закладів області, курси підвищення кваліфікації тренерів і вчителів фізкультури з питань медичного забезпечення тренувань та фізичного виховання дітей у навчальних закладах. Проводиться санітарно-освітня робота серед тренерів та спортсменів з питань дотримання здорового способу життя, в тому числі, ролі фізичної активності у вихованні здорового покоління. Лікарі виїжджають у райони області, де проводять інспекторські перевірки лікувально-профілактичних закладів, ДЮСШ та інших установ, надають консультативно-методичну допомогу з фахових питань на місцях.

## Структура закладу
- Відділення спортивної медицини — медичне забезпечення збірних команд та їх резерву, спортсменів олімпійських та параолімпійських видів спорту, осіб, які займаються масовими формами фізкультури та спорту (в тому числі за державними програмами, дитячо-юнацьким спортом та спортом ветеранів).
- Відділення діагностики і тестування — кабінет функціональної діагностики, кабінет вузьких спеціалістів та клініко-діагностичну лабораторію і стоматологічний кабінет.
- Відділення медико-спортивної реабілітації — зал ЛФК, тренажерний зал, кабінет фізіотерапії, масажу, мануальної терапії, лазеротерапії.

## Персонал
Головні лікарі
- К. П. Загоруй, відмінник охорони здоров'я — 1950—1980 (у 1981—1990 вона очолювала оргметодслужбу диспансеру),
- Ганна Василівна Слівінська — 1981—1985,
- С. А. Данильчук — 1985 — лютий 1988,
- Ю. Ф. Стефлюк, відмінник охорони здоров'я — березень 1988 — жовтень 2009,
- Ігор Паньків — від 2009 по 2020,
- Ігор Євстахович Костів від 2020

Кількість співробітників — 52, лікарів — 20 (з вищою категорією — 14, з першою — 2), середнього медперсоналу — 17 (з вищою категорією — 8, з першою — 1).

## Праці
Лікарями диспансеру опубліковані такі праці та наукові дослідження:
- Левенець В. Г. Медико-педагогічний супровід фізичного розвитку дітей дошкільного віку в режимі дошкільного навчального закладу (2009),
- Левенець В. Г. Підготовка фахівців з фізичної реабілітації, їх місце і роль в системі науково-соціальної реабілітації в Україні (2008)
- Левенець В. Г. Рухова активність — невід'ємний важливий компонент здоров'я під час навчання у вищому навчальному закладі (2008),
- Левенець В. Г. Сучасні погляди на призначення масажу (2009),
- Левенець В. Г. Фізична реабілітація при захворюваннях плечового суглобу (2009),
- Марків О. М., Марків Н. В. Особливості харчування у спортсменів волейболістів (2008),
- Омеляненко І., Левенець В. Г. Стан функціональних і фізичних можливостей школярів другого року навчання (2009),
- Паньків І. В. Аналіз патології органа зору за даними диспансеризації в Тернопільському обласному комунальному лікарсько-фізкультурному диспансері (2003),
- Паньків І. В., Грушко В. В. Значення заняття фрі-файтом для зміцнення здоров'я дітей та молоді (2012),
- Паньків І. В., Чекрій Н. В. Особливості перенапруження ЦНС на ранніх стадіях у спортсменів (2008) та інші.